# Armour-Halbinsel
Die Armour-Halbinsel ist eine eisbedeckte Halbinsel auf der westantarktischen Siple-Insel. Vor der Bakutis-Küste des Marie-Byrd-Lands liegt sie unmittelbar östlich der Bucht Armour Inlet.
Der United States Geological Survey kartierte die Halbinsel anhand von Luftaufnahmen der United States Navy zwischen 1959 und 1965. Das Advisory Committee on Antarctic Names benannte sie wie die gleichnamige Bucht nach dem Armour Institute of Technology in Chicago, das die United States Antarctic Service Expedition (1939–1941) beim Kauf des Snow Cruiser finanziell unterstützt hatte.